# Balachov (ville)
Pour les articles homonymes, voir Balachov.
Balachov (en russe : Балашов) est une ville de l'oblast de Saratov, en Russie, et le centre administratif du raïon de Balachov. Sa population s'élevait à 80 668 habitants en 2013.

## Géographie
Balachov se trouve sur la rivière Khoper, à 198 km à l'ouest de Saratov, à 177 km au sud-est de Tambov, à 222 km au sud-ouest de Penza.

## Histoire
La ville fut d'abord fondée comme khoutor de Vassili Balachov au début du XVIIe siècle et devint ensuite l'un de ses villages domaniaux. Par oukaze de Catherine la Grande en 1780, Balachov obtint le statut de ville d'un ouïezd entrant dans le gouvernement de Saratov. L'ouverture de la ligne de chemin de fer Kharkov – Balachov en 1895 contribua à son développement. Toutes les églises de la ville furent détruites avant ou pendant la guerre, sauf l'église luthérienne, transformée aujourd'hui en église orthodoxe. De 1954 à 1957, la ville fut la capitale administrative de l'éphémère oblast de Balachov. Les rues principales de la ville furent alors goudronnées, un grand nombre de logements furent construits ainsi que plusieurs hôtels.
La ville abrite la base aérienne de Balachov et l'institut universitaire pédagogique de Balachov, affilié à l'université de Saratov.

## Population
Recensements (*) ou estimations de la population
| 1856  | 1897*  | 1926*  | 1939*  | 1959*  | 1970*  |
| ----- | ------ | ------ | ------ | ------ | ------ |
| 6 600 | 10 309 | 26 815 | 47 686 | 64 349 | 83 110 |

| 1979*  | 1989*  | 2002*  | 2010*  | 2012   | 2013   |
| ------ | ------ | ------ | ------ | ------ | ------ |
| 93 067 | 97 047 | 98 330 | 82 227 | 81 375 | 80 668 |

## Économie
Les principales entreprises industrielles de Balachov sont :
- OAO Pritsep (ОАО « Прицеп ») : remorques pour le transport des produits agricoles.
- OAO Balteks ou Balachovski Tekstil (ОАО « Балтекс » ou « Балашовский текстиль ») : tissus de coton et de soie.